# Mittelozeanischer Rücken

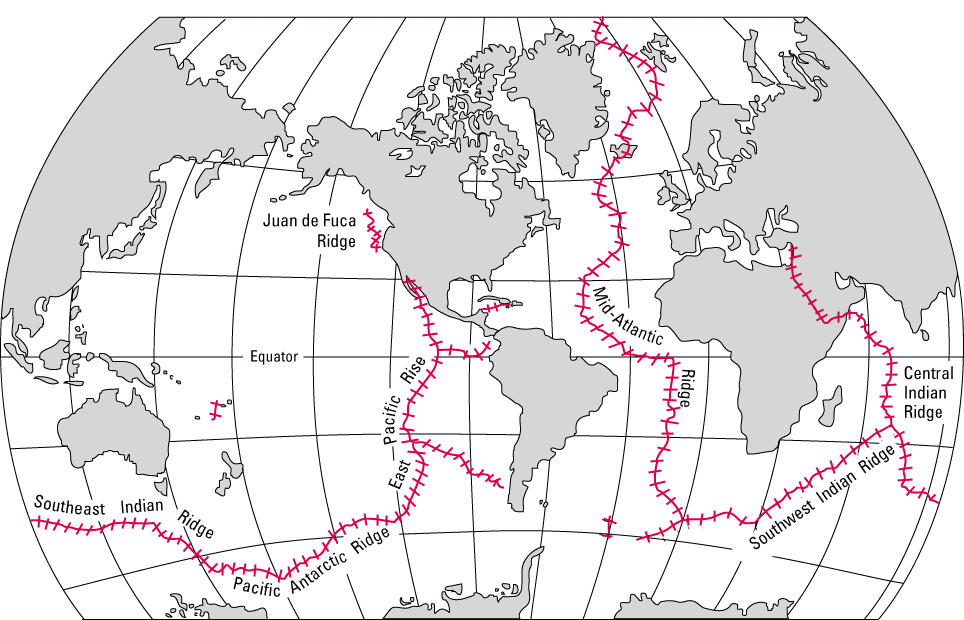
Verlauf der Mittelozeanischen Rücken auf einer Weltkarte

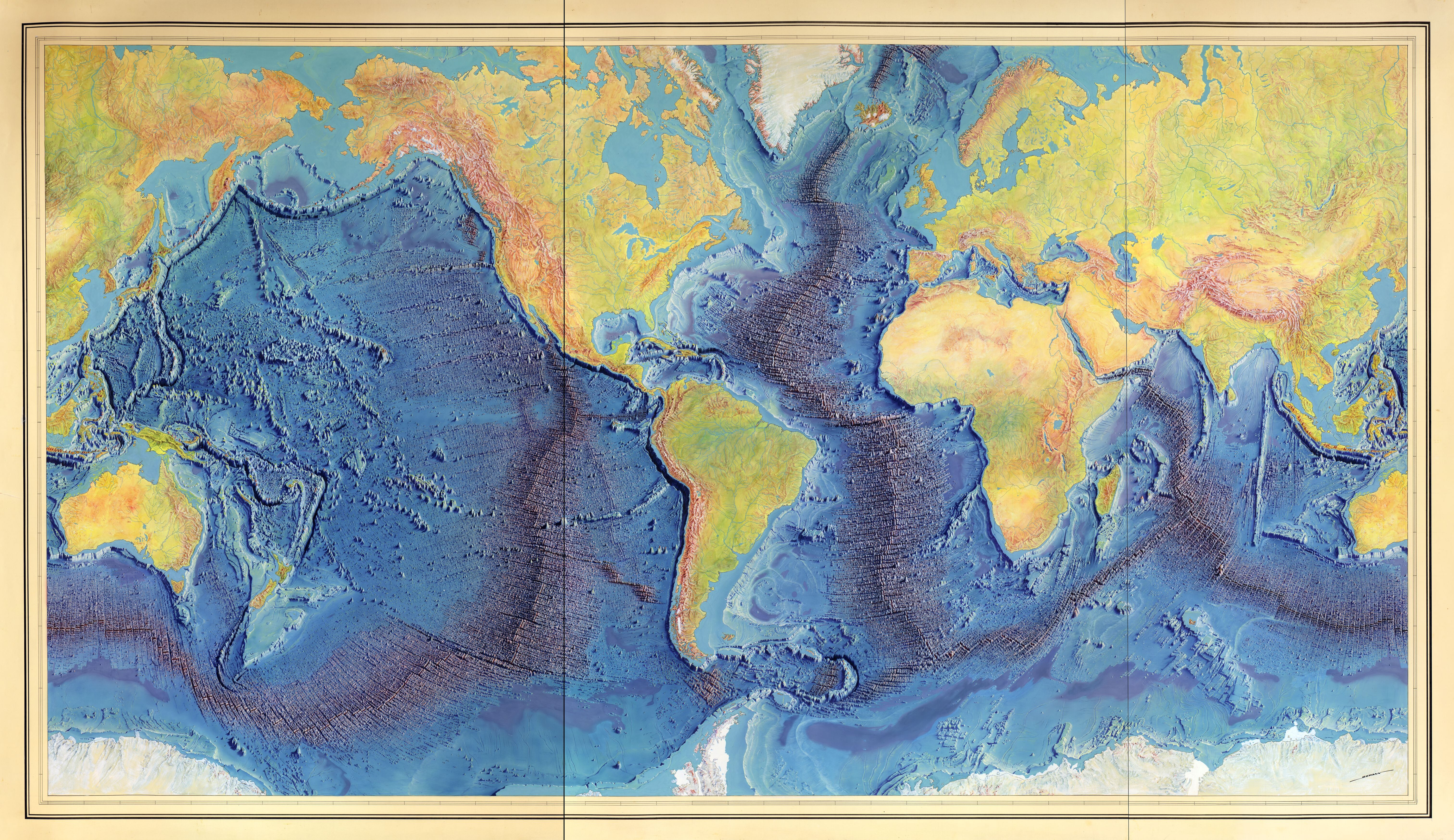
Physische Weltkarte einschließlich des Reliefs der Ozeanböden nach Heezen und Tharp handgezeichnet von Heinrich C. Berann (1977). Darauf gut zu erkennen der Verlauf der Mittelozeanischen Rücken.

Ein Mittelozeanischer Rücken (englisch mid-oceanic ridge, abgekürzt MOR) ist ein vulkanisch aktiver Gebirgszug in der Tiefsee, der sich entlang der Naht zweier auseinanderstrebender (divergenter) Lithosphärenplatten erstreckt. An der zentralen Achse dieses Gebirgszuges entsteht permanent neue ozeanische Erdkruste, dieser Vorgang wird Ozeanbodenspreizung (Seafloor Spreading) genannt. Die Rücken ziehen sich durch alle Ozeanbecken. Das größte Teilstück dieses Systems ist der Mittelatlantische Rücken, an dem sich der Atlantische Ozean jährlich um zwei Zentimeter verbreitert. Durch zahlreiche Transformstörungen ist das gesamte Rückensystem in einzelne Segmente gegliedert.
Mittelozeanische Rücken gehören neben den Subduktionszonen und den Hot Spots zu den Zentren magmatischer Aktivität auf der Erde. Eine Erscheinungsform dieses Magmatismus sind die sogenannten Schwarzen Raucher.

## Krustenbildung

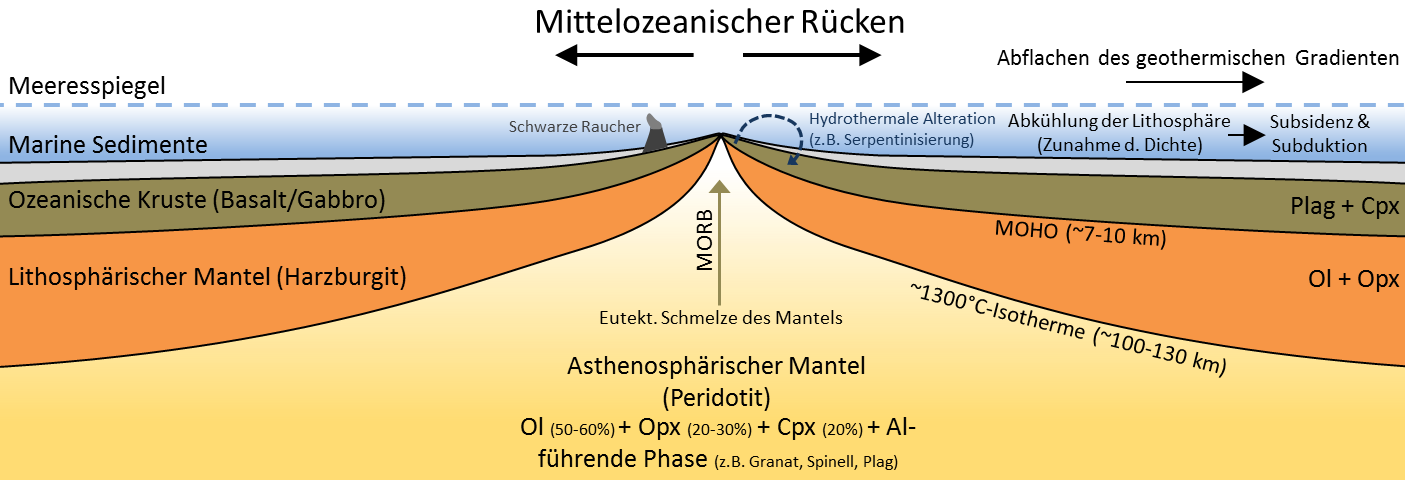
Mittelozeanischer Rücken (petrologische Prozesse)

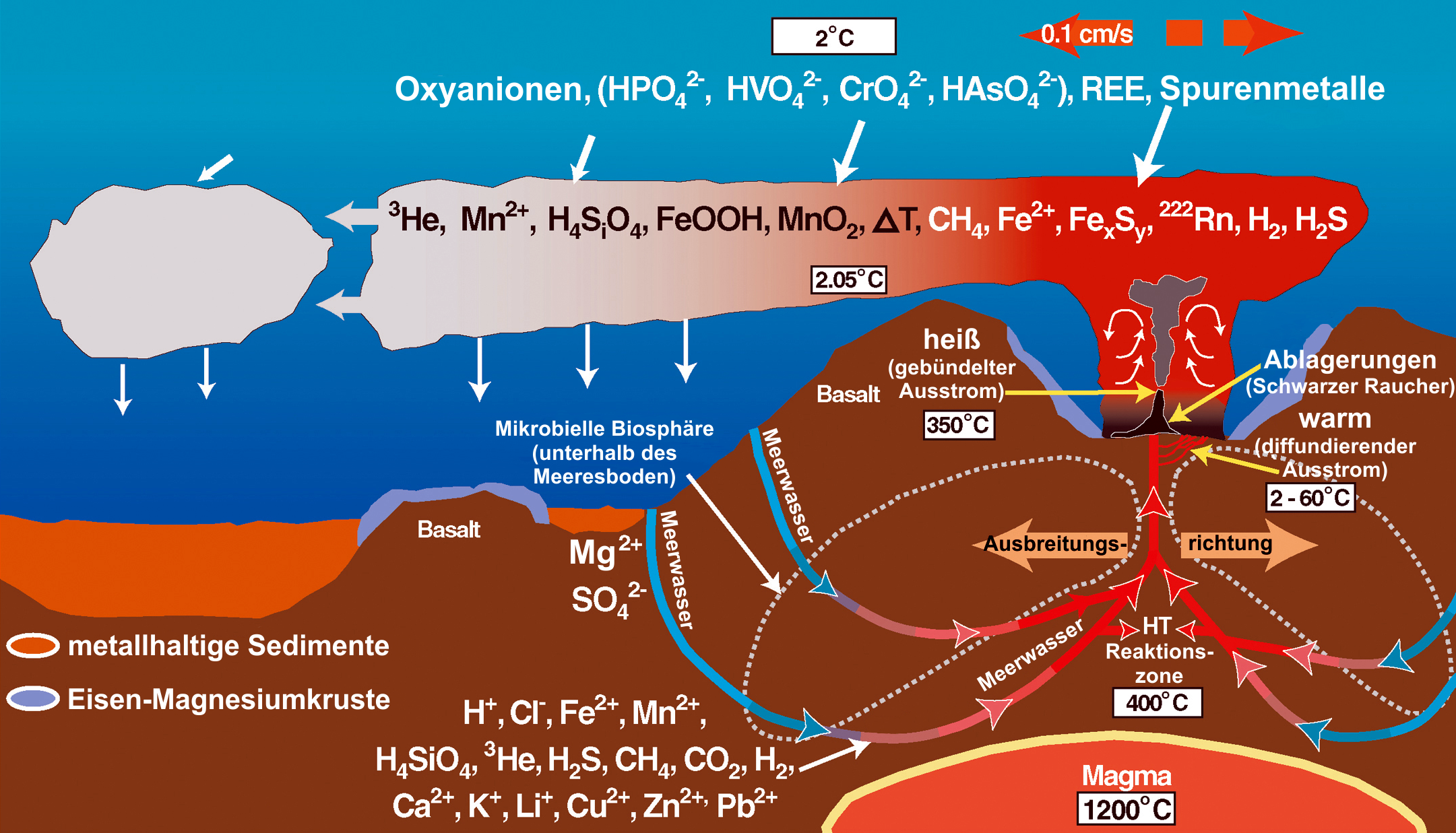
Mittelozeanischer Rücken (chemische Prozesse)

Die als starr betrachtbaren Lithosphärenplatten „schwimmen“ auf dem zähen sublithosphärischen Erdmantel, der unter der Spreizungszone im Zuge der Mantelkonvektion langsam aufsteigt. Beim Aufstieg sinkt der Druck und damit der Schmelzpunkt, sodass sich die Komponenten des Mantelgesteins mit den geringsten Schmelzpunkten verflüssigen (sogenanntes partielles Aufschmelzen). Das beginnt in einer Tiefe von 10 bis 70 Kilometern, abhängig vom Wassergehalt des Mantels und der Spreizungsrate. Der flüssige Teil steigt in Rissen und Gesteinsporen auf und bildet eine Magmakammer in relativ geringer Tiefe unter dem Rücken.
Ozeanische Kruste ist aus drei Schichten mit ähnlicher, basischer Zusammensetzung aufgebaut. Die obere Schicht besteht aus Basalt, der aus Lava hervorgegangen ist, die von der Magmakammer bis zum Meeresboden vorgedrungen und dort rasch erstarrt ist. Typisch für diese Schicht ist daher Kissenlava. Die mittlere Schicht besteht aus erstarrtem Magma, das nicht bis zum Meeresboden gelangt ist, sondern in Form von Gängen relativ schnell auskristallisiert ist. Das entsprechende Ganggestein ist dem Basalt des Meeresbodens sehr ähnlich. Beide werden aufgrund einer speziellen geochemischen Signatur, die nur basaltische Gesteine an Mittelozeanischen Rücken aufweisen, als mid-ocean ridge basalt (abgekürzt MORB) bezeichnet. Die untere Schicht besteht aus dem Tiefengestein Gabbro, dessen Mineralbestand dem des MORB identisch ist. Er repräsentiert die langsam abgekühlte und kristallisierte Schmelze der Magmakammer. Unterhalb der Kruste schließt sich der ultramafische lithosphärische Mantel an. Bei ozeanischer Lithosphäre besteht er im höheren Teil meist aus Harzburgit, dem Mantelgestein, das übrig bleibt, nachdem das MOR-Magma ausgeschmolzen ist.
Die junge Kruste der Mittelozeanischen Rücken weist viele Spalten und Risse auf. Zudem ist sie in einem gewissen Abstand zum Meeresgrund, insbesondere in der Umgebung der Magmakammer noch sehr heiß. Meerwasser, das tief in die Spalten eindringt, wird auf bis zu 400 °C bis 500 °C erhitzt, sodass es zu einer hydrothermalen Zirkulation kommt (siehe auch Ozeanbodenmetamorphose). Dabei löst das Wasser chemische Verbindungen aus dem Gestein. Beim Austritt am Meeresboden kühlt das Wasser schlagartig ab, wodurch die chemischen  Verbindungen unter anderem in Form feiner Partikel aus sulfidischen Erzmineralen ausfallen („Schwarzer Raucher“) und als Erzschlämme in der Umgebung der Austrittstellen abgelagert werden. Derartige, in der entfernteren geologischen Vergangenheit entstandene Ablagerungen, die sich infolge von Gebirgsbildungen heute auf den Kontinenten befinden, bilden sogenannte vulkanisch-exhalative Lagerstätten. Ein Beispiel dafür ist das zyprische Kupfererz, das seit dem Altertum abgebaut wurde.
An einigen Stellen ragen Mittelozeanische Rücken soweit auf, dass sie die Wasseroberfläche durchstoßen und ozeanische Inseln bilden. Beispiele hierfür sind die Azoren und die Insel Ascension im Atlantik. Ein Spezialfall ist das für eine ozeanische Insel ungewöhnlich große Island. Als Ursache der hohen magmatischen Aktivität dort wird ein Zusammenwirken von MOR-Vulkanismus und Hot-Spot-Vulkanismus vermutet. Außerdem scheint zumindest der südöstliche Teil der Insel von alter kontinentaler Kruste Grönlands unterlagert zu sein.

## Eigenschaften
Mittelozeanische Rücken zeigen spezifische Eigenschaften in Abhängigkeit von der Spreizungsrate. Deshalb unterscheidet man Rücken mit hoher (> 65 mm/Jahr, Paradebeispiel: Ostpazifischer Rücken), Rücken mit niedriger (< 65 mm/Jahr, Paradebeispiel: Mittelatlantischer Rücken) und Rücken mit sehr niedriger (< 20 mm/Jahr) Spreizungsrate (engl. fast-spreading ridges, slow-spreading ridges und ultraslow-spreading ridges).
Gegenwärtig gilt der Gakkelrücken im Arktischen Ozean als der Rücken mit der niedrigsten bekannten Spreizungsrate (zwischen 6 und 13 mm pro Jahr).

### Diskontinuitäten
| \| \| |
| --- |
| Höhenmodell des Südpazifiks. Der Kreis markiert einen Versatz am Übergang vom Ostpazifischen zum Pazifisch-Antarktischen Rücken von mehr als 1000 km. |
| ausgedehnte Transformstörung im Rückensystem zwischen Pazifischer und Antarktischer Platte                                                            |

Mittelozeanische Rücken werden für gewöhnlich von quer zur Längsachse des Rückens verlaufenden, aktiven Transformstörungen in eine Vielzahl von gegeneinander versetzten Segmenten mit jeweils einheitlicher Spreizungsrate unterteilt. Somit finden sich an einem MOR nicht nur divergierende Plattengrenzen, entlang der Längsachse, sondern auch konservative Plattengrenzen, quer zur Längsachse. In Extremfällen können diese Transform-Abschnitte mehr als 1000 Kilometer lang werden, beispielsweise im Südpazifik. Die Anzahl der Transformstörungen ist abhängig von der Spreizungsrate des Rückens: an Rücken mit geringer Spreizungsrate ist sie höher. So liegen die Transformstörungen am Mittelatlantischen Rücken nur etwa 50 Kilometer auseinander, während sie am Ostpazifischen Rücken einen Abstand von mehreren hundert Kilometern aufweisen.
Vom schnell spreizenden Ostpazifischen Rücken sind zudem sogenannte overlapping spreading centers (abgekürzt OSC) bekannt. Dies sind Rückensegmente, die quer zur Längsachse des Rückens um einige Kilometer gegeneinander versetzt sind und deren Enden sich parallel zur Längsachse des Rückens überlappen. Es wird angenommen, dass die OSC aus normalen Transform-Offsets entstanden sind, indem die Spreizungsrücken über die begrenzende Transformstörung hinaus propagiert sind. Aus dem Bereich zwischen zwei überlappenden Enden können schließlich Mikroplatten hervorgehen. Als Beispiel für solche Platten gelten die Osterplatte und die Juan-Fernandez-Platte am Ostpazifischen Rücken.

### Topographie
Die Topographie Mittelozeanischer Rücken unterscheidet sich je nach Spreizungsrate. Bei einer hohen Rate sind sie flach und eher gleichmäßig geformt. Bei einer niedrigeren Rate sind die Rücken steil aufragend, zerklüftet und entlang der Längsachse des Rückens verläuft ein bis zu einigen Kilometern tiefer Grabenbruch, der sogenannte Zentralgraben. Innerhalb eines 800 km langen Teilstücks des Zentralgrabens des Mittelatlantischen Rückens wurden hunderte von sehr kleinen, häufig nur etwa 60 m hohen Seamounts beobachtet. Die beiden Flanken des Rückens sind oft unterschiedlich hoch. Bei sehr niedrigen Spreizungsraten, wie sie der Gakkelrücken erfährt, findet man keine großen Transform-Störungen mehr, und ein bestimmter Abschnitt des Rückens weist faktisch keine magmatische Aktivität auf. Dort sind offenbar keine basaltischen Magmen aus dem oberen Mantel ausgeschmolzen und haben jungen Ozeanboden gebildet. Stattdessen wird der Ozeanboden von Peridotit gebildet, der in festem Zustand aus dem oberen Mantel aufgestiegen zu sein scheint (amagmatische Spreizung). Ähnliches wurde auch am Südwestindischen Rücken beobachtet.

## Mittelozeanische Rücken als Lebensraum der Tiefsee

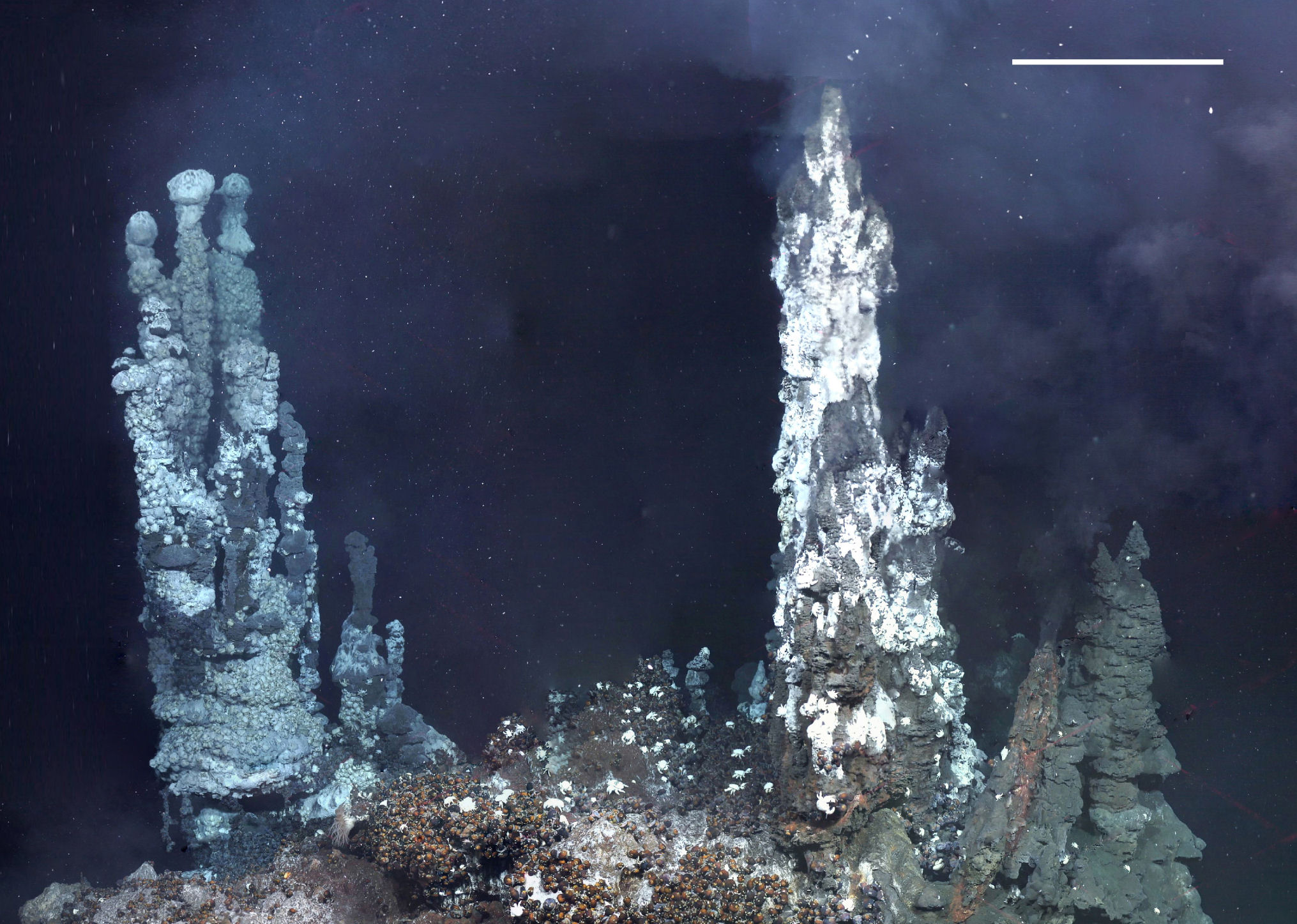
Wirbellose Tiere (weiße Krabben der Gattung Kiwa und Schnecken) an Schwarzen Rauchern des Ost-Scotia-Rückens (Ostgrenze der Scotia-Platte), Südwestatlantik

Die magmatische Aktivität an Mittelozeanischen Rücken ist Ursache hydrothermaler Tiefseequellen, darunter die sogenannten Schwarzen und Weißen Raucher. Sie entstehen durch Meerwasser, das durch Spalten in das junge und in größerer Tiefe noch sehr heiße Krustengestein eindringt, sich dort auf weit über hundert Grad erwärmt und schließlich wieder am Meeresboden austritt.
Bei einigen der kühleren Quellen stammt die Wärme jedoch vorrangig aus der exotherm ablaufenden Serpentinisierung des Olivins in den Ozeanbodengesteinen (siehe Lost City).
In dieser relativ heißen aber lichtlosen Umgebung ist die Chemosynthese (Chemotrophie), also der Aufbau organischer Stoffe mit einer exergonen chemischen Stoffumsetzung als Energiequelle, beispielsweise Methan- und Schwefelwasserstoff-Oxidation, die Grundlage der Nahrungskette und nicht wie nahe der Meeresoberfläche und an Land die Photosynthese mit Sonnenlicht als Energiequelle.
Eine Hypothese zur Entstehung des Lebens auf der Erde geht sogar davon aus, dass die ersten Ökosysteme der Erdgeschichte sich an Hydrothermalquellen befanden und sich das Leben von dort ausgebreitet hat.

## Forschung
Mit Messverfahren wie der Seismik und der Geomagnetik kann ein Rücken bis in große Tiefen untersucht werden.
So wurde am Ostpazifischen Rücken 1995 das sogenannte MELT Experiment (Mantle Electromagnetic and Tomography Experiment) begonnen, welches den Ostpazifischen Rücken zwischen der Pazifischen Platte und der Nazca-Platte untersuchte. Dabei wurde ein mehrere hundert Kilometer, asymmetrischer Bereich mit teilweise flüssigem Gestein in einer Tiefe von bis zu 200 km gefunden. Unterhalb der Pazifischen Platte, die eine mehr als doppelt so hohe Geschwindigkeit gegenüber der Nazca-Platte hat, lag der größere Bereich mit einer Breite von 250 km gegenüber nur 100 km unterhalb der östlichen Platte. Von der Geschwindigkeit mit der die Platten sich auseinander bewegen, 14,5 cm pro Jahr, entfiel 10,1 cm pro Jahr auf die Pazifische- und 4,5 cm pro Jahr auf die Nazca-Platte.